# قمر كيلاني
قمر الكيلاني (دمشق، 1932 - 03 ديسمبر 2011) كاتبة وباحثة سورية رائدة.
تخرجت من جامعة دمشق -كلية الآداب- في الخمسينات. وحصلت على شهادات «الدبلوم في التربية»، وفي التعليم للمرحلة الثانوية و«بكالريوس في التربية».
عملت في التدريس في دور المعلمين والمعلمات إلى جانب الكتابة، ثم في اللجنة الوطنية لليونسكو. ومنذ عام 1976 متفرّغة للأدب وعضو المكتب التنفيذي لاتحاد الكتاب العرب وحالياً رئيسة تحرير مجلة الآداب الأجنبية الصادرة عن اتحاد الكتاب العرب.

## التعليم
-أطروحة دكتوراه لم تناقش

## العمل
- 1954 ـ 1975 تدريس اللغة العربية وآدابها وأصول التدريس في المعاهد العليا لإعداد المدرسين ودور المعلمين.
- 1975 ـ 1980 عضو المكتب التنفيذي لاتحـاد الكتّاب العرب ـ مسؤولة النشاط الثقافي.
- 1980 ـ 1985 عضو اللجنة الوطنية لليونسكو ـ مسؤولة شؤون منظمة التربية والثقافة والعلوم (الاليكسو).
- 1985 ـ 2000 عضو المكتب التنفيذي لاتحاد الكتّاب العرب ـ مسؤولة العلاقات الخارجية ـ مسؤولة عن نشاط الجمعيات الأدبية وفروع الاتحاد ـ رئيسة تحرير مجلة الآداب الأجنبية الصادرة عن اتحاد الكتاب العرب.

## لجان ومنظمات
1967 ـ 1971 رئيسة لجنة الإعلام في الاتحاد العام النسائي
- عضو لجنة التضامن الآفرو آسيوي
- عضو لجنة الدفاع عن الوطن وحماية الثورة
- عضو اللجنة العليا لدعم العمل الفدائي
- عضو اللجنة المركزية لمحو الأمية
- منذ عام 1967 عضو مؤسس لاتحاد الصحفيين السوريين
- عضو مؤسس لاتحاد الكتّاب العرب

## الترجمـة
ترجمت بعض أعمالها الأدبية إلى الروسية ـ الفرنسية ـ الإنكليزية ـ الفارسية ـ الهولندية.
مقالات في الصحف والمجلات:
- مئات المقالات في الصحف والمجلات والدوريات المحلية والعربية منذ عام 1955.
- مقال أسبوعي في إحدى الصحف الرسمية في سوريا منذ عام 1963.

## الأبحاث
- عشرات الأبحاث في التراث وفي النقد، وفي موضوعات المرأة والمجتمع، وفي مناسبات تكريم أدباء معاصرين أو في رثائهم بتقويم لأعمالهم.
- تم إعداد عدد من رسائل الدكتوراه والماجستير والدبلوم حول مؤلفاتها، واعتمد بعض من هذه المؤلفات للتدريس في جامعة (ايكس لو بروفانس) في فرنسا، وفي جامعات أخرى عربية وأجنبية
- شاركت في العديد من الندوات والمؤتمرات العربية والدولية.
- أدرج اسمها في عدد كبير من الموسوعات العالمية والعربية، وموسوعة أعلام القرن العشرين.

## مؤلفاتها
1. التصوف الإسلامي- دراسة- بيروت - دار شعر -1962
2. أيام مغربية- رواية- بيروت - دار الكاتب العربي-1965
3. عالم بلا حدود- قصص- بغداد- وزارة الإعلام- 1972
4. بستان الكرز- رواية- دمشق - اتحاد الكتاب العرب-1977
5. الصيادون ولعبة الموت- قصص- دمشق - اتحاد الكتاب العرب-1978
6. الهودج- رواية- دمشق - اتحاد الكتاب العرب-1979
7. حب وحرب- رواية- الإدارة السياسية- سوريا-1982
8. امرأة من خزف- قصص- دار الأنوار- سوريا-1980
9. اعترافات امرأة صغيرة- قصص- وزارة الثقافة - سوريا-1980
10. طائر النار- رواية- اتحاد الكتاب العرب-1981
11. الأشباح- رواية- المنشأة الشعبية للنشر- ليبيا-1981
12. الدوامة- رواية- وزارة الثقافة- سوريا-1981.
13. المحطة- قصص- اتحاد الكتاب العرب- 1987.
14. حلم على جدران السجون (مجموعة قصصية)-
15. الدار العربية للكتاب- تونس- 1985
16. أوراق مسافرة- دار الجليل- سوريا- 1987
17. أسامة بن منقذ (دراسة)- دار النوري- سوريا- 1985
18. امروء القيس (دراسة)- دار طلاس- سوريا- 1986